# 861
861 (DCCCLXI) fue un año común comenzado en miércoles del calendario juliano, en vigor en aquella fecha.

## Acontecimientos
- Rusia: Se crea el principado de Nóvgorod y Kiev.
- Ataque de tropas musulmanas a la ciudad de Barcelona, bajo el poder del conde Hunifredo.

## Fallecimientos
- García Íñiguez de Pamplona, el padre de Sancho Garcés I de Pamplona